# Вилађо дел Соле (Виченца)
Вилађо дел Соле (итал. Villaggio del Sole) је насеље у Италији у округу Виченца, региону Венето.
Према процени из 2011. у насељу је живело 1 становника. Насеље се налази на надморској висини од 1159 м.